# Ken Rolston
Ken Rolston (* 20. Jahrhundert), eigentlich Kenneth Rolston, ist ein US-amerikanischer Autor sowie Rollenspiel- und Computerspiel-Entwickler.

## Karriere
Ken Rolston studierte an der New York University, wo er mit einem Master abschloss. Rolstons Leidenschaft für Rollenspiele begann bereits 1975, als er eigene Abenteuer für Freunde und Familie entwarf. Neben privaten Rollenspiel-Modifikationen umfasst sein professionelles Pen&Paper-Œuvre unter anderem Paranoia, RuneQuest, Warhammer-Fantasy-Rollenspiel, Dungeons & Dragons sowie Advanced Dungeons & Dragons und Star Wars. Dazu schrieb er verschiedene Artikel für das Dragon Magazin. Seit 1982 ist er Mitglied der Science Fiction Writers Association. Für das Rollenspiel Paranoia wurde er mit dem H. G. Wells Award 1984 ausgezeichnet.
Nach zwanzig Jahren Berufserfahrung im Rollenspielsektor wechselte er für den Titel An Elder Scrolls Legend: Battlespire (1997) zu Bethesda Softworks. Als Lead-, Konzept- sowie Quest-Designer bei Bethesda Softworks für The Elder Scrolls: Morrowind (2002) sowie dessen Erweiterungen Bloodmoon und Tribunal galt er neben Todd Howard als treibende Kraft hinter dem Elder-Scrolls-Universums. Für den Nachfolgetitel The Elder Scrolls IV: Oblivion (2006) war er als Lead-Designer tätig und verließ Bethesda Softworks nach dessen Fertigstellung.
2007 wurde er Lead Designer für den Titel Ascendant des Entwicklerstudios Big Huge Games, der nach Übernahme des Studios durch 38 Studios in das Rollenspiel Kingdoms of Amalur: Reckoning umgewandelt und im Februar 2012 veröffentlicht wurde. Nach der Insolvenz von 38 Studios ging Ken Rolston 2012 zu Turbine, Inc.

## Trivia
Im Rollenspiel Morrowind wurde Ken Rolston ohne sein Wissen von Kollegen bei Bethesda Softworks als Charakter Socucius Ergalla (oberster Agent des Zensus- und Steueramtes) und "Admiral Rolston" (Nur über die Konsole in der Zelle "Toddtest" zu finden) eingebaut.
Neben seiner Leidenschaft für Rollenspiele ist Ken Rolston mit seiner Frau Pat ein begeisterter Folk-Sänger und Komponist.

## Werke

### Ludografie Computerspiele
- Kingdoms of Amalur: Reckoning  (2012)
- The Elder Scrolls IV: Oblivion  (2006)
- Pirates of the Caribbean (2003)
- The Elder Scrolls III: Bloodmoon (Add-on, 2003)
- The Elder Scrolls III: Tribunal (Add-on, 2002)
- The Elder Scrolls III: Morrowind (2002)
- PBA Tour Bowling 2 (2000)
- PBA Tour Bowling 2001 (2000)
- Sea Dogs (2000)
- The Elder Scrolls Adventures: Redguard (1998)
- Callahan's Crosstime Saloon (1997)
- An Elder Scrolls Legend: Battlespire (1997)

### Ludografie Rollenspiele
- Advanced Dungeons & Dragons
  - Carelemangne’s Paladins Campaign Sourcebook (1992)
  - Swords of Deceit (1986)
  - Lanhamar: City of Adventure (1985)
  - The Lost Island of Castanamir (1984)

- Dungeons & Dragons
  - Thre Dragon’s Den (1992)
  - GAZ7: The Northern Reaches (1988)
  - GAZ2: The Emirates of Ylaruam (1987)
  - IM3: The Best of Intentions (1987)

- RuneQuest
  - Basic Roleplaying Gamemaster Book (2005)
  - Gloranthan Classics Volume IV: Borderlands & Beyond (2005)
  - Dorastor: Land of Doom (1993)
  - River of Cradles (1992)
  - Vikings (1985)
  - Pavis: Threshold to Danger (1983)
  - Borderlands (1982)
  - Chaosium: Rune Quest 1/2 (1978/1979)

- Star Frontiers
  - SFKH4: The War Machine (1985)
  - SFKH3: Face of the Enemy (1985)
  - SFKH2: Mutiny on the Eleanor Moraes (1984)

- StarWars
  - StarWars Classic Adventures Volume Five (1998)
  - Strike Force: Shantipole (1988)

- Stormbringer
  - Black Sword (1985)
  - Stealer of Souls (1985)

- Superworld
  - Bad Medicine for Dr.Drugs (1983)

- Paranoia (Rollenspiel)
  - Flashbacks II (2007/2008)
  - Flashbacks (2005/2008)
  - Extreme Paranoia (2005)
  - The Computer Always Shoots Twice (1988)
  - Paranoia Excessory Pack (1987)
  - Acute Paranoia (1986)
  - HIL Sector Blues (1986)
  - Orcbusters (1986)
  - Paranoia Gamemaster Screen (1985)

- Warhammer-Fantasy-Rollenspiel
  - Apocrypha 2: Chart of Darkness (2000)
  - The Enemy Within: Something Rotten in Kislev (1989/1999)